# Антонио Рубио
Антонио Рубио (лат. Antonius Rubius Rodensis или Ruvius; 1548, Ла-Рода — 8 марта 1615, Алькала-де-Энарес) — испанский иезуитский философ, теолог, логик, ученик Франсиско де Толеда, автор известного учебника по логике Logica Mexicana, по которой обучался Рене Декарт.

## Биография
Рубио родился в испанском городе Ла-Рода и вступил в орден иезуитов в 1571 году. Он был учеником Франциска де Толеда в коллегии Алькалы-де-Энарес (Collegium Complutense) и работал профессором философии в коллегии Сан-Педро и Сан-Пабло (Mexicanum Collegium Maximum SS. Apostolorum Petri et Pauli) в Мексике с 1576 по 1601 год. Рубио получил докторскую степень в Королевском и Папском университете Мексики в 1594 году и был назначен иезуитским цензором в Риме в 1601 году. Остаток своей карьеры он преподавал в Алькале-де-Энарес, где студенты учились логике по его комментарию к логике Аристотеля, широко известной как Мексиканская логика (Logica Mexicana). Его комментарий к «Физике» Аристотеля также широко использовался в качестве учебного пособия.
Декарт изучал некоторые из трудов Рубио в коллеже Ла-Флеш, о чем свидетельствует его просьба к Марену Мерсенну в письме 30 сентября 1640 года: 
«Я не буду путешествовать этой зимой, поскольку в следующие четыре или пять месяцев я должен получить возражения иезуитов, и я думаю, что должен быть готов к ним. Тем временем мне хотелось бы перечитать некоторые из их учебников по философий, которые я не видел уже двадцать лет. Я хочу понять, нравятся ли они мне сейчас больше, чем раньше. Для этого прошу прислать мне имена авторов, которые написали учебники по философии, и рассказать мне, какие из них используются чаще всего и имеются ли новые спустя двадцать лет. Я запомнил только коимбрских схоластиков, Толедо и Рубио. Я также хотел бы знать, используется ли в настоящее время какая-либо аннотация всей схоластической философии; это сэкономило бы мне время на чтение их огромных фолиантов. Я думаю, что был Картузианец или Фельянтинец, который сделал такую аннотацию, но я не помню его имени».

Письмо Декарта к Мерсенну от 30.9.1640. 
Умер Рубио в 1615 году в Алькале-де-Энарес.

## Философские взгляды

### Физика
Если сравнить комментарии Рубио по физике 1611 года с комментариями Толедо и коимбрских схоластиков, то можно отметить свободный формат изложения. Физика разделена на трактаты и вопросы, причем в каждом трактате лишь кратко излагаются стандартные аристотелевские описания важных концепций физики Аристотеля. Вопросы, напротив, намного пространнее и сосредоточены на отдельных проблемах и противоположных точках зрения. Это отражает начавшуюся в XVII веке тенденцию отхода от стандартных комментариев к трактатам, которые стали обходиться без подробного изложения текстов Аристотеля, а вместо этого обращаются к важным вопросам. Рубио также отклонился от традиции по существенным вопросам. Как и Франсиско Суарес, он отрицал реальное различие между сущностью и существованием и утверждал, что материя частично субсистирует, т. е. существует по природе как действительно отличная от формы.

### Мексиканская логика

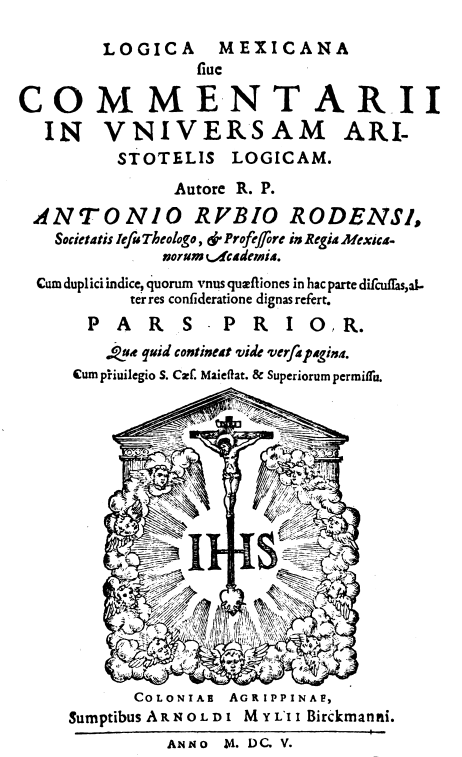
«Logica Mexicana» (Мексиканская логика), 1605, Рубио

Logica Mexicana — это книга комментариев к аристотелевской логике, где говорится о природе логики, научности логики и вопросах философии языка. В Mexican Logic Рубио выражает благодарность Академии Комплутенсе, что в своем письме он надеется:
Помочь уму тех, кто уже касается границ свободных искусств [изучения философии]; чтобы, ошеломленные или напуганные множеством предметов, не отказывались от своей цели или не поддавались отчаянию в возможности изучить этот предмет [логику] с совершенством.
Мексиканская логика использовалась не только для преподавания логики в испанских и мексиканских университетах, но и в других странах, таких как Италия, Франция и Германия.
Среди других значимых вкладов — убедительный аргумент против уникальности мира и в пользу множественности возможных миров.

## Труды
- Commentarii in universam Aristotelis dialecticam, una cum dubiis et quaestionibus hac tempestate agitari solitis, in duas partes distributi. Compluti: Ex Officina Iusti Sánchez Crespo, 1603.
- Logica Mexicana sive Commentarii In Universam Aristotelis Logicam. Coloniae Agrippinae: Sumptibus Arnoldi Mylii Birkmanni, 1605.
- Commentarii in octo libros Aristotelis de Physico Auditu seu Auscultatione: una cum dubiis et quæstionibus hac tempestate agitari solitis. Coloniae Agrippinae: apud J. Crithium, 1610.
- Commentarii in libros Aristotelis Stagyrite Philosophorum Principis de Anima. Lugduni: J. Pillehotte, 1613.
- Commentarii in Libros Aristotelis Stagyritae de Ortu, Et Interitu Rerum Naturalium; Seu de Generatione, Et Corruptione Earum. Lugduni: apud J. Pillehotte, 1614.